# Ложнослоник беловатый
Ложнослоник беловатый (лат. Platystomos albinus) — вид жесткокрылых из семейства ложнослоников. Обитают в Европе, включая Британию, а также на Ближнем Востоке.

## Описание
Жук длиной от 7 до 10 мм, имеет чёрную окраску тела, густо опушенный войлочными бурыми или буро-чёрными волосками. Голова, вершине надкрылий и поперечное пятно перед серединой в густых белых волосках.

## Экология
Личинки развиваются в гнилых берёзах (Betula), ивах (Salix), ольхах (Alnus) и дубах (Quercus)